# Vickers Mark I
A  Vickers Mark I vagy más néven Vickers Medium Mark A harckocsi az első forgatható toronnyal ellátott angol tank (a francia Renault FT–17 előzte meg ebben). A toronyban elhelyezett 4 darab Hotchkiss géppuskából egy a löveggel párhuzamosított, de függetleníteni is lehetett, másik kettő a torony hátsó részén oldal és hátsó irányban, míg egy darab szintén a hátsó részen felfelé tüzelhetett. Ilyen módon az első körkörös védelemmel ellátott harckocsiról beszélhetünk.

## Egyéb adatok
- Gázlóképesség: 1,2 m
- Mászóképesség: 40°
- Árokáthidaló képesség: 2,3 m
- Lépcsőmászó képesség: 0,9 m
- Üzemanyagtartály: 410 l
- Hasmagasság: 0,5 m

## Galéria

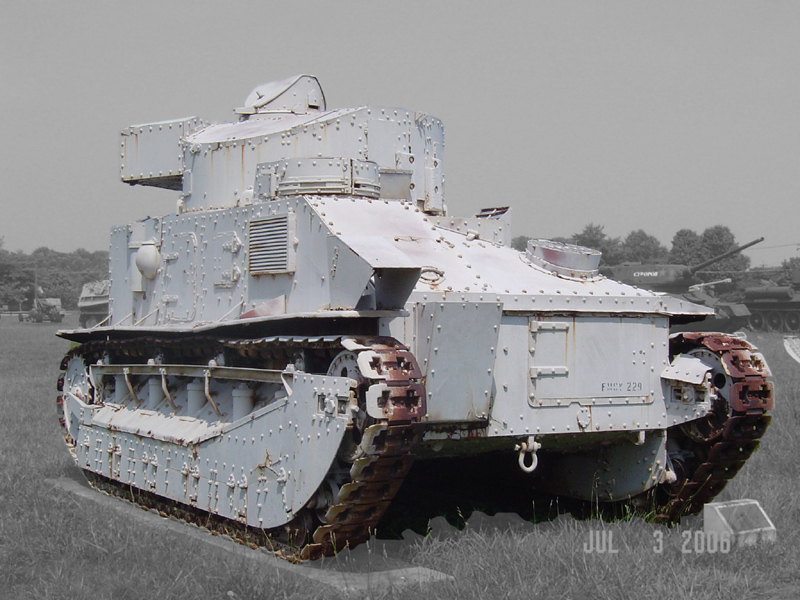
A Vickers közepes harckocsi az Army Ordonance Museumban
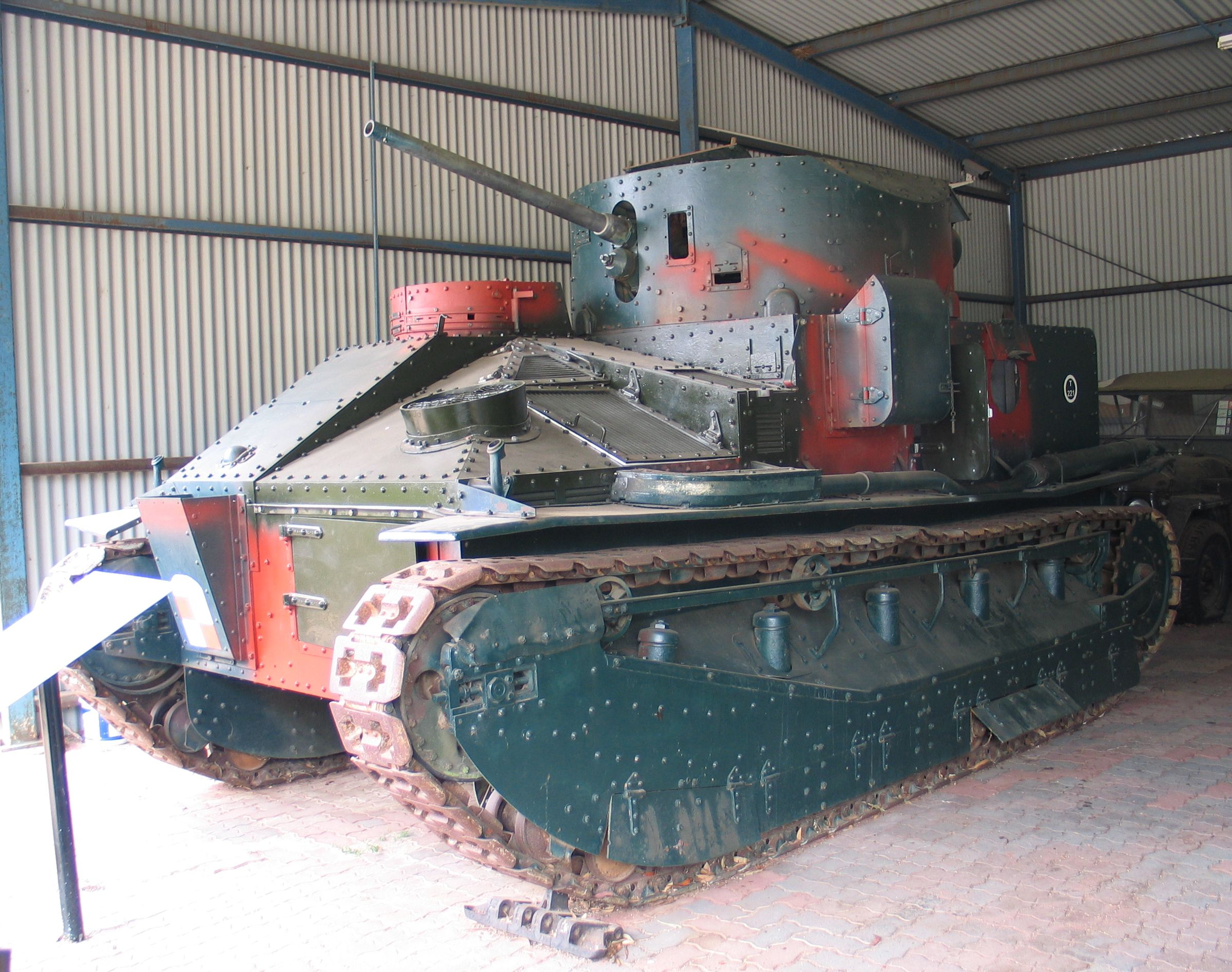
A Vickers közepes harckocsi a Royal Australian Armoured Corps Tank Museumban